# Luna Amară
Luna Amară (Luna amara) è un gruppo di alternative rock romeno formatosi nel 1999 a Cluj-Napoca, in Transilvania.  Il nome è preso dal titolo del film Luna di fiele di Roman Polański e dal titolo del romanzo di Pascal Bruckner.

## Storia
Il gruppo si è formato per opera di Nick Făgădar et Gheorghe Farcaș a Cluj-Napoca nel settembre 1999 sotto il nome di Tanagra Noise. Il nome di Luna Amară è stato adottato nel 2000.
Dopo la sua fondazione, il gruppo sarà sulle scene alcune volte (tante in Romania quante in altri paesi europei come Germania, Bulgaria, Ungheria, Paesi Bassi, Turchia ecc.) a fianco a gruppi come Faith No More, Clawfinger, Incubus, Paradise Lost, Exploited, Apocalyptica, HIM, Amorphis, Klimt 1918, Toy Dolls ecc.
Lo stile del gruppo è una miscela di heavy metal e di rock alternativo.
Luna Amara è stato il primo gruppo romeno a introdurre il suono della tromba dentro uno stile di rock alternativo.
I membri attuali sono Mihnea Blidariu (voce, chitarra e tromba), Mihnea Andrei Ferezan (chitarra), Sorin Moraru (Basso), Nick Fagadar (chitarra e voce), Răzvan Ristea (batteria).
I membri del gruppo desiderano impegnarsi verso la promozione di una società europea più moderna in Romania; di conseguenza, le loro canzoni trasmettono spesso un messaggio politico. Luna Amară è  implicato sia nei progetti ecologici "Salviamo Vama Veche", "Salviamo Roșia Montană"  (protezione del patrimonio naturale e culturale) sia in progetti d'educazione civica e sociale chiamati "Votate per noi", organizzati al fine di convincere i cittadini a fare il loro dovere e a partecipare alle elezioni.
Luna Amară è uno dei gruppi romeni di più grande successo della nuova onda rock. Da luglio a settembre 2004, Luna Amară è stato il gruppo più venduto in una catena nazionale di negozi specializzata nella distribuzione di prodotti culturali (Hollywood Music & Film). Durante lo stesso anno, molte delle loro canzoni (Folclor, Gri Dorian, Roșu aprins e Ego nr. 4) si sono piazzati al primo posto delle classifiche musicali stabilite da stazioni radio locali e nazionali.
Nel gennaio 2006 è uscito l'album Loc lipsă (Posto mancante). Lo stesso anno il gruppo è stato invitato per la seconda volta al Sziget Festival di Budapest.
Dopo due album ben venduti, nel 2009 ne è uscito un terzo, "Don't Let Your Dreams Fall Asleep", nove canzoni in inglese e tre in romeno. "Don't Let Your Dreams Fall Asleep" ha avuto recensioni molto favorevoli su riviste culturali quali Dilema Veche e certe canzoni di quest' album, come "Chihlimbar",sono rimaste ai primi posti delle classifiche musicali nazionali per molto tempo (giugno e luglio 2009 nella classificat Romtop di Cityfm).

## Discografia
- Asfalt (2004)
- Loc Lipsă (2006)
- Don't Let Your Dreams Fall Asleep (2008)
- Pietre În Alb (2011)
- Aproape (2016)
- Nord (2018)

## Video
- Roșu aprins (marzo 2002)
- Gri Dorian (ottobre 2002; MTV Romania Exclusive Video)
- Ego Nr. 4 (giugno 2004)
- Folclor (dicembre 2004)
- Loc lipsă (gennaio 2006)